# Верхнее (озеро, Гаринский район)
Ве́рхнее — проточное пресноводное озеро на западе Гаринского городского округа Свердловской области, располагается в труднодоступной заболоченной местности Зауралья, в междуречье рек Лозьва и Вагиль.
Имеет овальную форму. Зеркало озера расположено на высоте 67,1 метра над уровнем моря. Площадь водной поверхности — 8,04 км². Длина озера составляет около 5,5 км, ширина в центральной части достигает 2 км.
Из озера на востоке вытекает река Осья, которая далее протекает через озеро Нижнее и впадает в реку Вагиль. На северо-востоке в Верхнее впадает небольшая речка Сама. С севера, запада и востока озеро Верхнее окружено болотами (болото Вагильское), к южному берегу, более высокому, вплотную подступает хвойных лес, представленный в основном елью и кедром. Острова на озере отсутствуют. Ближайший населённый пункт находятся в 19 км к югу — деревня Кондратьева.  
Из ихтиофауны встречаются окунь, щука, карась, налим, чебак. Водоём является местом гнездования водоплавающей птицы. 